# الکساندر الکساندرویچ ولکوف (سیاستمدار)
الکساندر الکساندرویچ ولکوف (روسی: Алекса́ндр Алекса́ндрович Во́лков؛ زادهٔ ۲۵ دسامبر ۱۹۵۱) سیاست‌مدار اهل کشور روسیه است.وی رئیس جمهور سابق جمهوری اودمورتیا است.